# Cementfabrik Hartmann
Die Cementfabrik Hartmann (vormals Cementfabrik Neuner) wurde etwa um 1860 auf der österreichischen Seite des Weißbachs im Bayerisch Gmainer-Ortsteil Leopoldsthal von Edmund Neuner und einem unbekannten Teilhaber errichtet.
Etwa um 1890 entschloss sich August Hartmann, sich an der Fabrik zu beteiligen und kaufte sie schließlich. 1896 wurde die Zement-Fabrik auf bayerischer Seite weiter ausgebaut und für die Produktion von Portlandzement ausgerüstet.
Kurioserweise ist das Gelände (welches nach der Schließung in eine „Wohnsiedlung“ umfunktioniert wurde) heute, wie damals nicht über die österreichische Seite erreichbar. Von Piding über eine kleine Brücke kommend, welche heute als Nebenstraße/Radweg fungiert, kann man bequem die Staatsgrenze (den Weißbach) überqueren und befindet sich plötzlich auf der österreichischen Seite. Die Frage, warum die gar nicht so kleine Anlage an dieser Stelle errichtet wurde, ist bis heute unklar – die nächste Bahnstation für den Weitertransport findet sich erst mehrere Kilometer flussabwärts in Piding bzw. aufwärts in Bayerisch Gmain. Das Vorhandensein von Rohstoffen wie Gips dürfte auch eher eine kleine Rolle spielen – im Umkreis von etwa 50 Kilometern finden sich vielerorts Gipsvorkommen. Eine Verbindung der Bahn zwischen Piding und Berchtesgaden durch das Leopoldstal war zwar im Gespräch, aber auch erst nach der Erbauung der Fabrik.
Die Umstände der schlechten Verkehrsanbindung und der teuren Produktion führten letztendlich am 31. Dezember 1909 zur Schließung. August Hartmann verstarb schließlich 1921.